# La Folie Hubert
La Folie Hubert est un roman de Robert Bourget-Pailleron publié en 1939 aux éditions Gallimard et ayant reçu le Grand prix du roman de l'Académie française en 1941.

## Éditions
- La Folie Hubert, éditions Gallimard, 1939.